# Anoxia hungarica
Anoxia hungarica är en skalbaggsart som beskrevs av Desbrochers 1874. Anoxia hungarica ingår i släktet Anoxia och familjen Melolonthidae. Inga underarter finns listade i Catalogue of Life.